# Моханти, Биджай
Биджай Моханти (ория ବିଜୟ ମହାନ୍ତି; 8 апреля 1950, Кендрапара, Одиша — 20 июля 2020, Бхубанешвар) — индийский актёр, снимавшийся в фильмах на языке ория. Лауреат кинопремии штата Одиша.

## Биография
Родился в 1950 году в деревне Пандири округа Кендрапара и вырос в Барипаде. Играть на сцене начал ещё в школьные годы. Окончив Национальную школу драмы в Нью-Дели, вернулся в Одишу в 1975 году и занялся постановкой пьес.
Карьеру в кино начал в 1977 году, сыграв в фильме Chilika Teerey, живущего на берегу озера Чилика, рыбака, который безуспешно борется с рыболовной мафией. В том же году исполнил отрицательную роль в фильме Naga Phasa.
После выхода своего первого фильма устроился лектором на драматический факультет Уткал Сангит Махавидьялайя, где работал вплоть до выхода на пенсию в должности профессора.
За свою карьеру в кино, длившуюся более сорока лет помимо главных героев сыграл роли злодеев, старших братьев и несколько характерных ролей в более чем 300 фильмах на ория, 40 бенгальских фильмах, двух южноиндийских и одном на хинди.
Среди его киноработ на ория: Samay Bada Balaban (1982), Danda Balunga (1984), Sahari Bagha (1985), Chaka Bhaunri (1985), Chaka Akhi Sabu Dekhuchi (1989) и Bou (1998).
Он также снял фильм Bhuli Huena (1987) как режиссёр.
Актёр шесть раз получал кинопремию штата за лучшую мужскую роль, трижды — за лучшую мужскую роль второго плана и один раз — за лучшее исполнение комической роли.
В 2014 году он был удостоен премии Джаядева за вклад в кино на ория.
В том же году он присоединился партии индийский национальный конгресс и принял участие в выборах в Лок сабху от округа Бхубанешвар, однако проиграл Прасанне Патасани.
В мае 2020 года он был доставлен в больницу Хайдарабада после остановки сердца. Через две недели по его просьбе его перевезли в Бхубанешвар. Актёр скончался 20 июля. У него остались жена актриса Тандра Рай и дочь Жасмин.